# Mučedníci španělské občanské války
Jako mučedníci španělské občanské války jsou katolickou církví označováni katolíci povraždění republikány pro svou víru v průběhu španělské občanské války.

## Počty obětí
Za španělské občanské války byly v rámci tzv. rudého teroru ve Španělsku povražděny tisíce duchovních a řeholních osob (podle Julia de la Cuevy 13 biskupů, 4172 diecézních kněží a seminaristů, 2364 řeholníků a 283 řeholnic). Vražděni byli samozřejmě i laici, v jejich případě jsou ovšem počty podstatně méně jasné.

## Oficiálně uznaní mučedníci

### Svatořečení

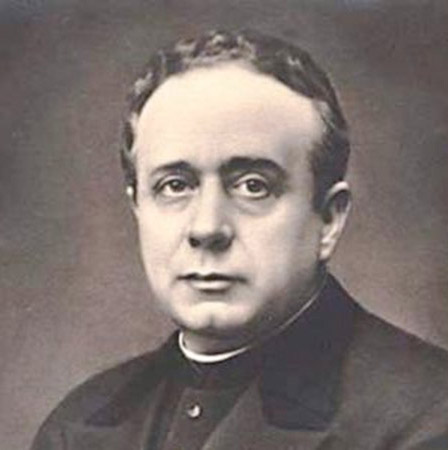
Sv. Pedro Poveda Castroverde

- sv. Pedro Poveda Castroverde OCD
- sv. Jaime Hilario

### Skupinová blahořečení a svatořečení
- Daimielští mučedníci (blahořečil je sv. Jan Pavel II. v roce 1989, svátek: hromadně 24. července)
- 122 španělských mučedníků (blahořečil je sv. Jan Pavel II. v roce 1992, svátek: )
- 233 španělských mučedníků (blahořečil je sv. Jan Pavel II. v roce 2001, svátek: individuálně + hromadně 22. září)
- 498 španělských mučedníků (blahořečil je Benedikt XVI. v roce 2007, svátek: )
- 522 španělských mučedníků (blahořečil je papež František v roce 2013, svátek: individuálně + hromadně 6. listopadu)
- 115 španělských mučedníků (blahořečil je papež František v roce 2017, svátek: ...)[1]

## Sporná řazení
- Turónští mučedníci (blahořečil je sv. Jan Pavel II. v roce 1999, svátek: hromadně 9. října) – bývají přiřazováni, protože zahynuli v rámci rudého teroru, ovšem stalo se tak již před španělskou občanskou válkou, v říjnu 1934